# Melanotaenia fluviatilis
Melanotaenia fluviatilis là một loài cá cầu vồng nước ngọt đặc hữu của Úc. Chúng thường tập trung gần các khúc gỗ bị chìm hay bờ sông. Con đực của loài này nhiều màu hơn con cái. Chúng ít phổ biến hơn so với loài Murray River rainbowfish và loài crimson-spotted rainbowfish.
Cá thể đực của loài này có thể đạt chiều dài tối đa là 11 cm (4,3 in), nhưng hiếm có con đực nào có thể lớn hơn 8,5 cm (3,3 in). Trong khi đó, kích thước của con cái chỉ có 7 cm (2,8 in). Cơ thể của chúng dài, đầu nhỏ, mắt to, có hai vây lưng và vây hậu môn nhọn. Mặt của chúng có màu nâu bạc, màu xanh lá cây hoặc bạc. Chúng có một sọc xanh kéo dài từ miệng đến vây đuôi. Con đực có những cái sọc màu cam chạy về sau nửa cơ thể và có những đốm đỏ trên lưng, vây hậu môn và vây đuôi.
Chúng là loài ăn tạp, nên thức ăn của chúng là những động vật không xương sống ở dưới nước và cả trên cạn, cùng với một số loài tảo sợi. Trong điều kiện nuôi nhốt, chúng ăn những thức ăn thay thế như thức ăn sống hay thức ăn chế biến sẵn. Chúng là loài hiền lành và có xu hướng bơi theo đàn. Việc phối giống của loài cá này được mô tả là "dễ".
Australian rainbowfish là loài cá nước ngọt có nguồn gốc từ Úc, chúng xuất hiện ở New South Wales và Queensland, đặc biệt là ở lưu vực sông Murray-Darling và ở phía Nam là sông Campaspe và sông Goulburn, VIC.
Chúng sinh sống ở giới hạn nhiệt độ là từ 22 đến 25 °C. Trong các loài cá cầu vồng, chúng là loài duy nhất thích nghi được với nhiệt độ mùa đông từ 10 đến 15 °C.